# Rabula marqueza
Rabula marqueza är en skalbaggsart som beskrevs av Louis Albert Péringuey 1902. Rabula marqueza ingår i släktet Rabula och familjen Melolonthidae. Inga underarter finns listade i Catalogue of Life.